# Vergleichssatz
Vergleichssätze (englisch: comparison principle) sind in der Theorie von Differentialgleichungen wichtige Hilfsmittel, um Aussagen über das Verhalten von Lösungen dieser Gleichungen treffen zu können. Diese sind insbesondere deshalb wichtig, da man für solche Gleichungen oftmals keine expliziten Lösungsformeln angeben kann.

## Vergleichssatz für gewöhnliche Differentialgleichungen
In der Theorie der gewöhnlichen Differentialgleichungen ist der Vergleichssatz eines der wichtigsten Hilfsmittel, um Aussagen über Lösungen von (skalaren) Differentialgleichungen erster Ordnung zu treffen, welche man nicht explizit ausrechnen kann. 
Anschaulich bedeutet er, dass Lösungen derselben Differentialgleichung angeordnet bleiben, d. h., ist {\displaystyle u(a)<v(a)} für zwei Lösungen einer skalaren Differentialgleichung, so bleibt {\displaystyle u(x)<v(x)} auf dem gesamten gemeinsamen Definitionsbereich. Ist insbesondere eine Lösung der Differentialgleichung explizit bekannt, so gewinnt man daraus Abschätzungen für nicht explizit ausrechenbare Lösungen.
Da es jedoch nicht immer möglich ist, explizite Lösungen aufzufinden, ist es aus praktischen Gründen notwendig, auch mit Ober- bzw. Unterlösungen vergleichen zu können, da diese leichter zu konstruieren sind.

### Formulierung
Es sei {\displaystyle D\subset \mathbb {R} }, {\displaystyle F:(a,b]\times D\rightarrow \mathbb {R} } stetig und lokal Lipschitz-stetig in der zweiten Variablen. Weiter seien {\displaystyle y_{+},y_{-}\in C([a,b])\cap C^{1}((a,b])} eine Ober- bzw. Unterlösung von {\displaystyle \ y'=F(x,y)}, d. h., es gelte {\displaystyle y_{+}(x),y_{-}(x)\in D} für alle {\displaystyle x\in (a,b]} mit
{\displaystyle y_{+}'(x)\geq F(x,y_{+}(x))\ {\textrm {und}}\ y_{-}'(x)\leq F(x,y_{-}(x))}
für alle {\displaystyle x\in (a,b]}. Gilt zudem {\displaystyle \ y_{+}(a)>y_{-}(a)}, so folgt
{\displaystyle \ y_{+}(x)>y_{-}(x)}
für alle {\displaystyle x\in [a,b]}.

#### Variante
Analog gilt, wobei man {\displaystyle (a,b]} durch {\displaystyle [a,b)} ersetze: Falls {\displaystyle \ y_{+}(b)<y_{-}(b)}, so folgt {\displaystyle \ y_{+}(x)<y_{-}(x)} für alle {\displaystyle x\in [a,b]}.

#### Beweis
Sei {\displaystyle \ d(x):=y_{+}(x)-y_{-}(x)} und {\displaystyle A:=\{x\in [a,b]\ |\ d(x)\leq 0\}}. Angenommen, {\displaystyle A\neq \emptyset }. Für {\displaystyle x_{0}:=\min A>a} folgt {\displaystyle d>0} auf {\displaystyle [a,x_{0})} und {\displaystyle d(x_{0})=0}. Man fixiere ein {\displaystyle s_{0}\in (a,x_{0})}. Es ist {\displaystyle K:=\{y_{+}(x)\ |\ x\in [s_{0},x_{0}]\}\cup \{y_{-}(x)\ |\ x\in [s_{0},x_{0}]\}} eine kompakte Teilmenge von {\displaystyle D}. Da {\displaystyle F} lokal Lipschitz-stetig in der zweiten Variablen, gibt es ein {\displaystyle L\geq 0} mit
{\displaystyle \|F(x,y)-F(x,z)\|\leq L\|y-z\|}
für alle {\displaystyle x\in [s_{0},x_{0}]} und {\displaystyle y,z\in K}. Es folgt
{\displaystyle d'(x)=y_{+}'(x)-y_{-}'(x)\geq F(x,y_{+}(x))-F(x,y_{-}(x))\geq -L\|y_{+}(x)-y_{-}(x)\|=-L\cdot d(x)}
für alle {\displaystyle x\in [s_{0},x_{0}]}, also {\displaystyle {\frac {d'(x)}{d(x)}}\geq -L} für alle {\displaystyle x\in [s_{0},x_{0})}. Integration liefert {\displaystyle \ln d(x)-\ln d(s_{0})\geq -L(x-s_{0})}, also {\displaystyle d(x)\geq d(s_{0})e^{-L(x-s_{0})}} für alle {\displaystyle x\in (s_{0},x_{0})}. Aus der Stetigkeit von {\displaystyle d} folgt der Widerspruch {\displaystyle d(x_{0})\geq d(s_{0})e^{-L(x_{0}-s_{0})}>0}.

### Beispiel
Man betrachte das Anfangswertproblem
{\displaystyle y'={\frac {y^{6}-64}{1+x^{2}y^{2}}}\ ,\ y(0)=1\ .}
Es besitzt eine nicht-fortsetzbare Lösung {\displaystyle y:D\rightarrow \mathbb {R} }. 
Die Differentialgleichung hat die trivialen Lösungen {\displaystyle y_{1}(x):\equiv 2} und {\displaystyle y_{2}(x):\equiv -2}. Gemäß dem Vergleichssatz, jeweils angewandt auf {\displaystyle \ y,y_{1}} und {\displaystyle \ y,y_{2}}, gilt {\displaystyle \ -2<y(x)<2} für alle {\displaystyle x\in D}. Insbesondere folgt aus dem Satz über das maximale Existenzintervall, dass {\displaystyle D=\mathbb {R} }, d. h., die Lösung existiert global. Zudem liefert die Abschätzung {\displaystyle y'<0}. Somit ist {\displaystyle y} streng monoton fallend.

## Vergleichssätze für partielle Differentialgleichungen
Auch für partielle Differentialgleichungen existieren Vergleichssätze, etwa für die nichtlineare parabolische Differentialgleichung. Als Verallgemeinerung des schwachen Maximumprinzips erlauben die Vergleichssätze Aussagen insbesondere über die Lösungen nichtlinearer partieller Differentialgleichungen.